# Nada (canção)
"Nada" é uma canção da cantora colombiana Shakira, lançada como um single promocional em 19 de maio de 2017 e como o quinto single oficial do El Dorado em 03 de novembro de 2018.

## Videoclipe
O videoclipe oficial da música foi lançado em 03 de novembro de 2018 para a última noite de sua turnê mundial El Dorado. Ela estreou o vídeo no show em Bogotá, na Colômbia e depois divulgou para o público após o show.

## Desempenho nas tabelas musicais

### Tabelas semanais
| Chart (2018)                                        | Maior posição |
| --------------------------------------------------- | ------------- |
| Espanha (PROMUSICAE)                                | 46            |
| Estados Unidos (Billboard Latin Digital Song Sales) | 10            |
| Estados Unidos (Billboard Hot Latin Songs)          | 47            |
| França (SNEP)                                       | 182           |
| Romênia (Airplay 100)                               | 88            |